# 中尾良信
中尾 良信（なかお りょうしん、1952年 - ）は、日本の仏教学者・僧侶。花園大学教授。専門は日本禅宗史（中世）、仏教と人権。曹洞宗清久寺住職。

## 来歴
兵庫県生れ。1971年兵庫県立加古川東高等学校、1975年駒澤大学仏教学部仏教学科卒業。1977年同大学院文学研究科仏教学専攻修士課程修了。1980年博士後期課程単位取得満期退学。1980～1989年曹洞宗宗学研究所に勤務。1989年花園大学文学部仏教学科専任講師、1991年助教授を経て、1996年教授に就任。2009年花園大学人権教育研究センター所長（2017年3月まで）。花園大学文学部国際禅学科教授。兵庫県の曹洞宗清久寺住職。
著書に「日本禅宗の伝説と歴史」「図解雑学・禅」「道元の戒律観と〈没後作僧〉」など。

## 受賞
- 1990年 日本印度学仏教学会学会賞

## 著書
- 『図解雑学 禅』ナツメ社, 2005
- 『日本禅宗の伝説と歴史』 吉川弘文館・歴史文化ライブラリー, 2005　ISBN　9784642055895、オンデマンド版 2021年　ISBN　9784642755894
- 『栄西　大なる哉、心や』 ミネルヴァ書房・ミネルヴァ日本評伝選, 2020

### 共編著・訳
- 『無門関　禅籍善本古注集成』編、名著普及会, 1983
- 『大乗仏典 中国・日本篇 第20巻 栄西・明恵』中央公論社, 1988。前者の現代語訳
- 『道元思想大系 1 伝記篇 第1巻 道元の生涯 1 誕生・出家修学』責任編集、同朋舎出版, 1995
- 『大蔵経 全解説大事典』鎌田茂雄・河村孝照・福田亮成・吉元信行共編、雄山閣, 1998
- 『道元 孤高の禅師 日本の名僧9』吉川弘文館, 2003
- 『禅語録傍訳全書 第3期 第3-6巻 禅苑清規』尾崎正善・晴山俊英共編、四季社, 2006-07
- 『別冊太陽　栄西と臨済禅』舘隆志・竹貫元勝・西村恵信他共編、監修・禅文化研究所、平凡社、2014
- 『栄西　日本人のこころの言葉』 瀧瀬尚純共著、創元社, 2017.6

### 論文
- CiNii>中尾良信